# Line Webtoon
WEBTOON (originalmente llamado Line Webtoon) es un sitio web de publicación de webtoons lanzado por Naver Corporation en Corea del Sur en 2005. El servicio se lanzó por primera vez en Corea como Naver Webtoon y luego a nivel mundial como LINE Webtoon en julio de 2014, ya que la marca Naver no es muy conocida fuera del país y algunos de sus servicios tampoco están disponibles fuera de Corea. En 2016, el servicio webtoon de Naver ingresó al mercado japonés como XOY (actual, Line Manga) y al mercado chino como Dongman Manhua.
El servicio ganó una gran cantidad de fuerza a finales de la década de 2000 y principios de 2010.

## Historia
LINE Webtoon fue fundado por JunKoo Kim en 2005, bajo el nombre de "WEBTOON", luego de ver el colapso de la industria manhwa a fines de la década de 1990 y principios de la década de 2000. Kim, que creció leyendo manga japonés y cómics de superhéroes coreanos, estaba buscando una forma de crear nuevos cómics porque descubrió que salían muy pocos cómics nuevos.
Kim teorizó que los cómics altos y desplazables funcionarían bien en la World Wide Web, ya que los usuarios ya estaban acostumbrados a desplazarse por las páginas web. Debido a este diseño inusual, Kim inicialmente tuvo dificultades para encontrar artistas para crear webtoons a su servicio, pero descubrió que los manhwaga estaban dispuestos a hacer algo diferente debido al mal estado de la industria local de manhwa.
El 2 de julio de 2014, el sitio web y la aplicación móvil Line Webtoon se lanzaron en todo el mundo.
En 2022, la serie romántica Lore Olympus se convirtió en la primera obra publicada en este formato que ha obtenido el galardón al «mejor cómic digital» en los Premios Eisner.

## Concursos
Naver Corporation ha realizado varios concursos de cómics a través de su servicio WEBTOON. En 2015, LINE lanzó la "Challenge League", una competencia recurrente donde los artistas aficionados tienen la oportunidad de convertirse en un "artista webtoon oficial de LINE", además de ganar decenas de miles de dólares estadounidenses.

## Adaptaciones
Se han producido varias películas, dramas coreanos, series animadas y videojuegos basados en webtoons lanzados al servicio de Naver Corporation. Según JunKoo Kim en 2014, "un total de 189 libros, videos y juegos basados en webtoons de Naver se han producido o están en proceso de creación".